# Topfseifersdorf
Topfseifersdorf ist ein Ortsteil der Gemeinde Königshain-Wiederau im sächsischen Landkreis Mittelsachsen. Er schloss sich am 1. Januar 1994 mit Königshain und Wiederau zur Gemeinde Königshain-Wiederau zusammen.

## Geographie

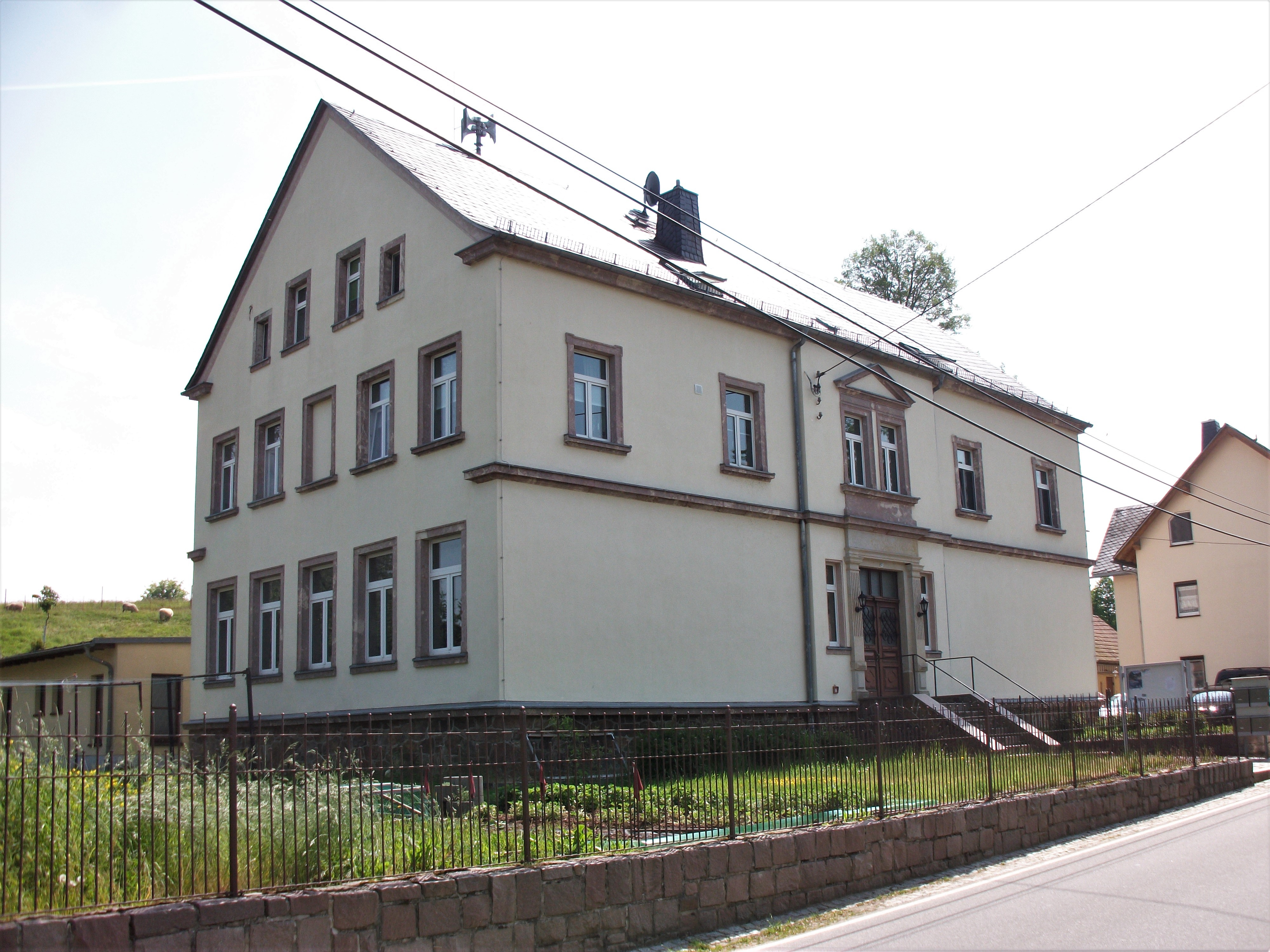
Ehemalige Schule Topfseifersdorf

### Geographische Lage und Verkehr
Topfseifersdorf ist der nördlichste Ortsteil der Gemeinde Königshain-Wiederau. Der durch den Ort fließende Bach entwässert über den Erlbach in die Zwickauer Mulde. In den westlichen Nachbarorten Wiederau und Zschoppelshain verläuft die Bundesstraße 107, im nördlichen Nachbarort Neugepülzig die Staatsstraße 250. Durch Topfseifersdorf verläuft die Via Porphyria und der Lutherweg Sachsen.

### Nachbarorte
|                | Winkeln, Großstädten, Zetteritz             |          |
| Zschoppelshain | Kompassrose, die auf Nachbargemeinden zeigt | Thalheim |
| Wiederau       | Königshain                                  |          |

## Geschichte

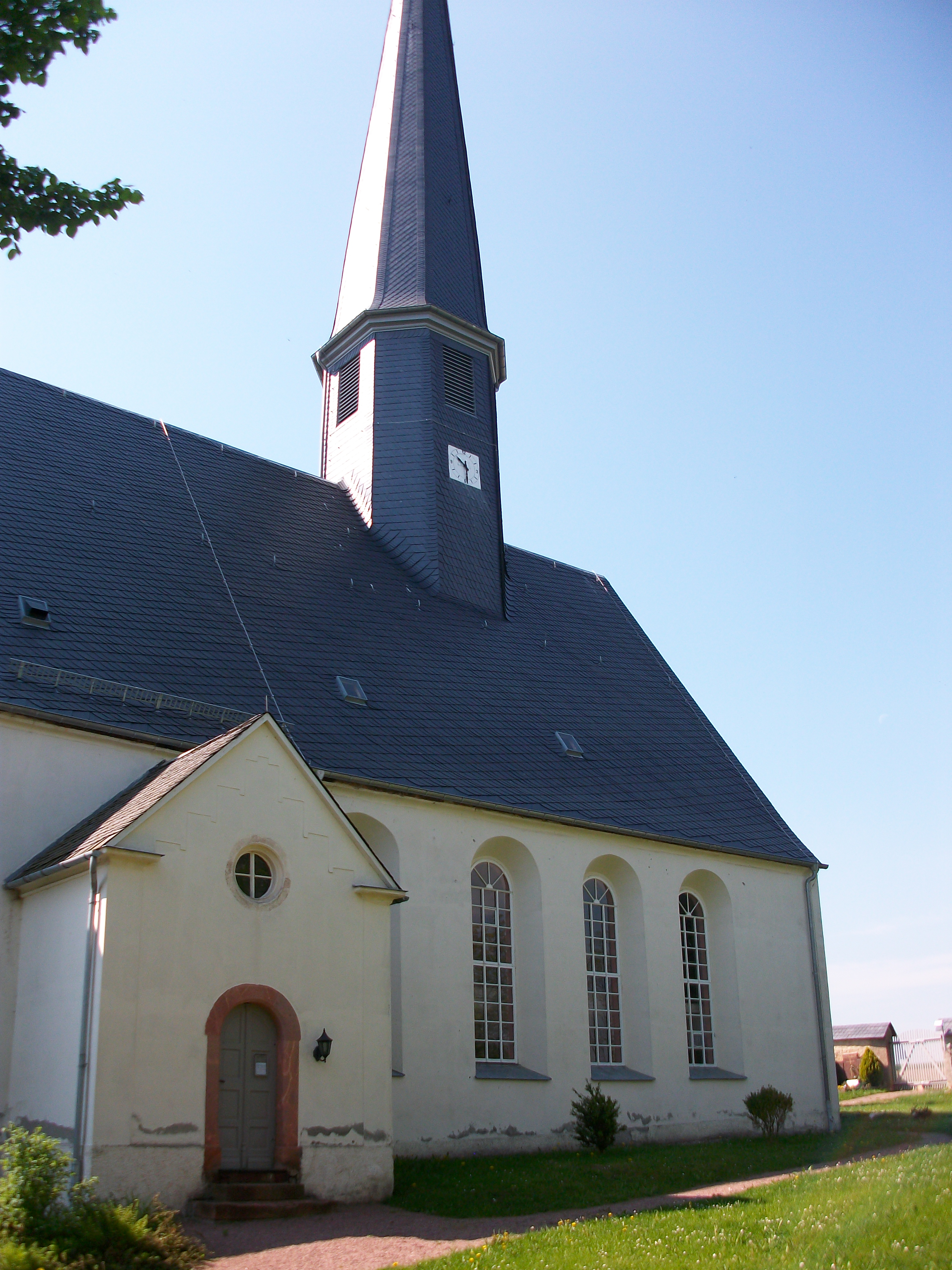
Kirche Topfseifersdorf

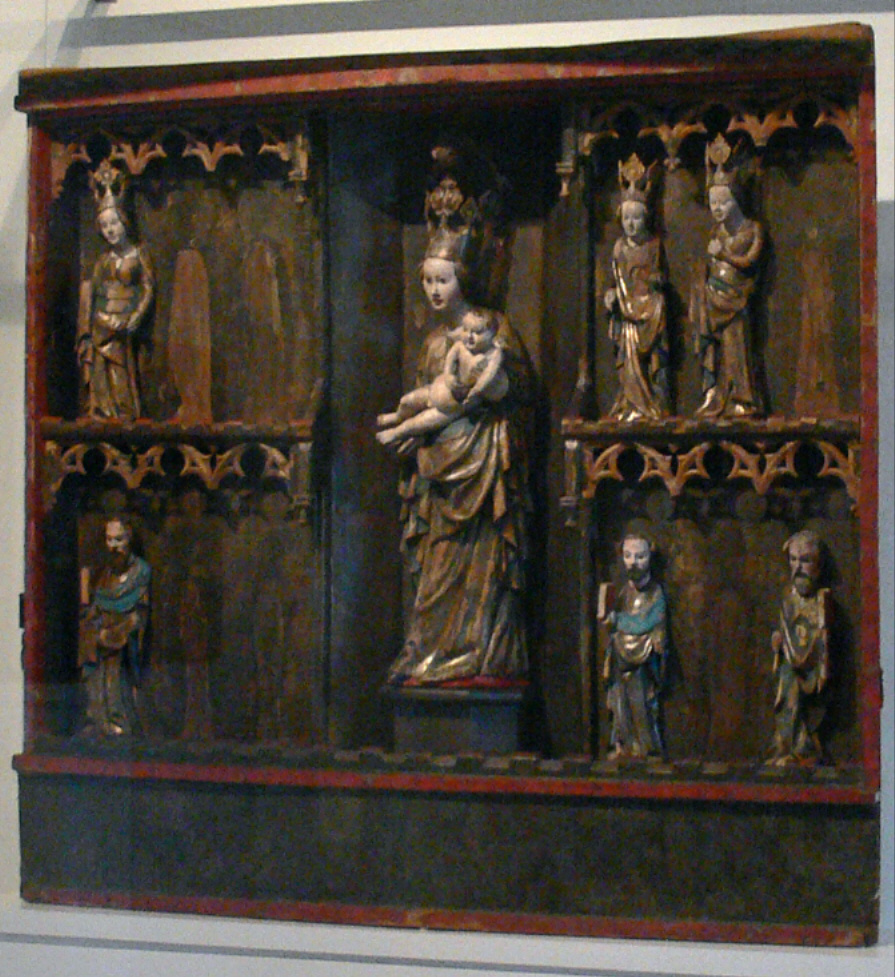
Topfseifersdorfer Altar

Das Waldhufendorf Topfseifersdorf wurde erstmals urkundlich im Jahr 1208 als „Sifridersdorf“ erwähnt. Seinen heutigen Namen erhielt der Ort im Jahr 1766 aufgrund des damals  im Ort ansässigen Töpferhandwerks. Die Kirche von Topfseifersdorf wurde in den Jahren 1160 bis 1180 im Stil der Romanik erbaut. Sie enthält einen wertvollen Altar von 1400. Der Dichter Paul Fleming lebte zwischen 1616 und 1628 im Pfarrhaus von Topfseifersdorf. Zur Parochie Topfseifersdorf gehören neben dem Ort selbst die Orte Winkeln, Zschoppelshain, und Nieder-Thalheim.
Topfseifersdorf gehörte ursprünglich zum Besitz des Klosters Zschillen. Dieses kam im Jahr 1543 mit dem gesamten Besitz an Herzog Moritz von Sachsen, der es umgehend säkularisierte und an die Herren von Schönburg gegen die Orte Hohnstein, Wehlen und Lohmen in der heutigen Sächsischen Schweiz vertauschte. Daher kam für den Ort und die Klosteranlage der Name Wechselburg auf. Seitdem wurde Topfseifersdorf als Amtsdorf der schönburgischen Herrschaft Wechselburg geführt, welche den Herren von Schönburg unter wettinischer Oberhoheit gehörte.
Im Rahmen der administrativen Neugliederung des Königreichs Sachsen wurde Topfseifersdorf als Teil der schönburgischen Lehnsherrschaft Wechselburg im Jahr 1835 der Verwaltung des königlich-sächsischen Amts Rochlitz unterstellt. Im Jahr 1856 kam Topfseifersdorf zum Gerichtsamt Mittweida und 1875 an die neu gegründete Amtshauptmannschaft Rochlitz.
Durch die zweite Kreisreform in der DDR im Jahr 1952 wurde die Gemeinde Topfseifersdorf dem Kreis Rochlitz im Bezirk Chemnitz (1953 in Bezirk Karl-Marx-Stadt umbenannt) angegliedert, der 1990 zum sächsischen Landkreis Rochlitz kam und 1994 im Landkreis Mittweida bzw. 2008 im Landkreis Mittelsachsen aufging.
Am 1. Januar 1994 schloss sich Topfseifersdorf mit Königshain und Wiederau zur Gemeinde Königshain-Wiederau zusammen.

## Kulturdenkmale und Sehenswürdigkeiten

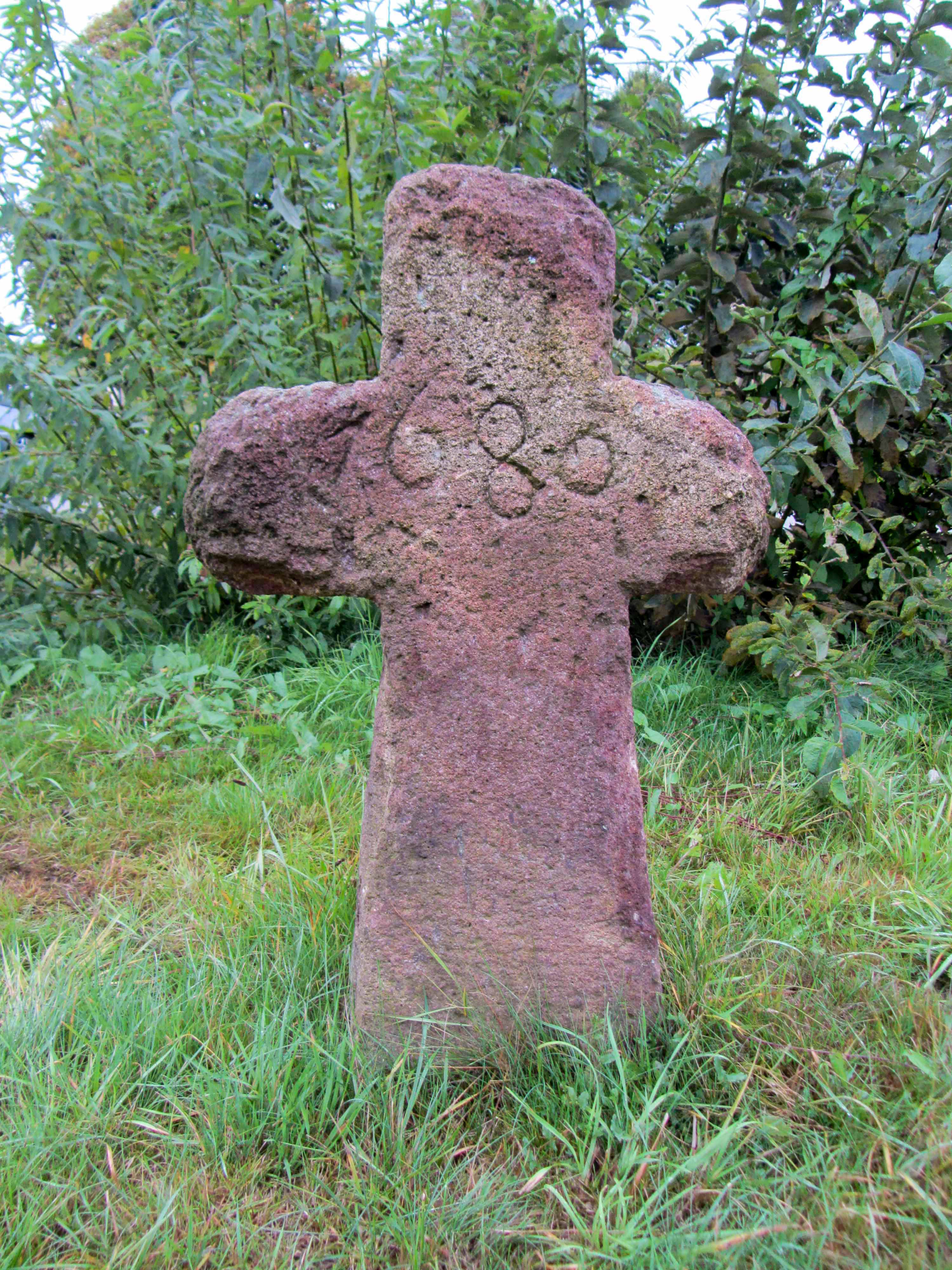
Topfseifersdorf, Steinkreuz

- Kirche mit gotischem Turm und Altar aus dem 15. Jahrhundert
- Fachwerkhäuser

## Personen, die im Ort gelebt haben
- Paul Fleming (1609–1640), deutscher Arzt und Schriftsteller, lebte zwischen 1616 und 1628 im Pfarrhaus Topfseifersdorf